# Rio Blahnița (Danúbio)
O Rio Blăgeşti é um rio da Romênia afluente do Danúbio, localizado no distrito de Mehedinţi.